# Melrose (Massachusetts)
Melrose és una població dels Estats Units a l'estat de Massachusetts. Segons el cens del 2008 tenia 26.708 habitants.

## Demografia
Segons el cens del 2000, Melrose tenia 27.134 habitants, 11.248 habitatges, i 7.105 famílies. La densitat de població era de 2.233,8 habitants/km².
Dels 11.248 habitatges en un 28,8% hi vivien nens de menys de 18 anys, en un 53,4% hi vivien parelles casades, en un 8,7% dones solteres, i en un 35,3% no eren unitats familiars. En el 29,7% dels habitatges hi vivien persones soles el 13,2% de les quals corresponia a persones de 65 anys o més que vivien soles. El nombre mitjà de persones vivint en cada habitatge era de 2,44 i el nombre mitjà de persones que vivien en cada família era de 3,08.
Per edats la població es repartia de la següent manera: un 22% tenia menys de 18 anys, un 5,4% entre 18 i 24, un 32% entre 25 i 44, un 24,2% de 45 a 60 i un 16,3% 65 anys o més.
L'edat mediana era de 39 anys. Per cada 100 dones de 18 o més anys hi havia 85,3 homes.
La renda mediana per habitatge era de 62.811 $ i la renda mediana per família de 78.144$. Els homes tenien una renda mediana de 50.644 $ mentre que les dones 39.517$. La renda per capita de la població era de 30.347$. Entorn de l'1,6% de les famílies i el 3,3% de la població estaven per davall del llindar de pobresa.

## Poblacions més properes
El següent diagrama mostra les poblacions més properes.